# Le Grand Docu-Soap
Le Grand Docu-Soap är ett samlingsalbum med flertalet av den svenska housegruppen Army of Lovers singlar, utgivet 2001. Samtliga låtar spelades in under åren 1990-2001.
Samlingen består av två CD, där den första innehåller flera låtar som gruppen gav ut som singlar under 1990-talet samt tre nya låtar; Let the Sunshine In (ursprungligen från musikalen Hair), Hands Up (ursprungligen av den franska discogruppen Ottawan) och Everybody's Gotta Learn Sometime (ursprungligen av den brittiska popgruppen The Korgis). De två första låtarna gavs ut som singelskivor 2001 och gruppen gjorde även musikvideor till dem.
 
Den andra CD:n består av officiella remixer av några av gruppens mest kända låtar.
Skivan låg på den svenska försäljningslistans topp 60 i fem veckor hösten 2001 och nådde som högst plats 24.

## Låtlista

### CD 1
1. Ride the Bullet (3.28)
2. Crucified (3.34)
3. Obsession (3.45)
4. Give My Life (3.56)
5. Sexual Revolution (3:59)
6. Israelism (3.22)
7. I Am (3.56)
8. Lit de Parade (feat. Big Money) (3.27)
9. Let the Sunshine In (3.55)
10. Life is Fantastic (4.02)
11. Venus and Mars (3.31)
12. King Midas (3.56)
13. My Army of Lovers (3.29)
14. La Plage de Saint Tropez (3.33)
15. Candyman Messiah (3.11)
16. Hands Up (3.12)
17. Everybody's Gotta Learn Sometime (4.35)
18. Supernatural (3.57)

### CD 2
1. Ride the Bullet (Tren De Amor Mix) (6.25)
2. Crucified (the Nuzak Remix) (8.02)
3. Obession (Schizoperetta Mix) (6.42)
4. Give My Life (Sound Factory Mix) (6.35)
5. Sexual Revolution (Latin Club Mix) (6.28)
6. Israelism (Goldcalfhorahhorror Mix) (6.57)
7. I Am (Post Modern Dance Vocal Mix) (6.33)
8. Lit de Parade (Plaisir de Nirvana Mix) (7.45)
9. Let the Sunshine In (M 12 Maximum Long Club Mix) (7.02)
10. Candyman Messiah (Tolstoy Farm Mix) (5.38)